# Ставрополь
Ста́врополь (рос. Ставрополь, від грец. Σταυρός — «хрест», πόλις — «місто») — місто крайового підпорядкування на півдні Росії, адміністративний центр Ставропольського краю (у 1918 році — столиця Ставропольської Радянської Республіки), також культурний, діловий і промисловий (машинобудування, приладобудування) центр краю.

## Історія
Ставрополь засновано у 1777 році як фортеця Озово-Моздоцької укріпленої лінії для охорони південних кордонів Російської імперії. Назва «Ставрополь» впроваджена російською імператрицею Катериною II в рамках її «Грецького проєкту» й походить від грецького «stauros» — хрест. З 1785 — повітове місто Кавказької губернії, з 1822 — центр Кавказької області, з 1847 — Ставропольської губернії. Через Ставрополь проходив головний поштовий шлях, який сполучав Кавказ з Європою. До 1917 мав торговельно-адміністративний характер (торгівля хлібом і худобою). Нині Ставрополь — промисловий, адміністративний і культурний центр.
До 1935 року місто мало назву Ставрополь-Кавказький, до 1943 року — Ворошиловськ.

## Фізико-географічна характеристика

### Географічне розташування

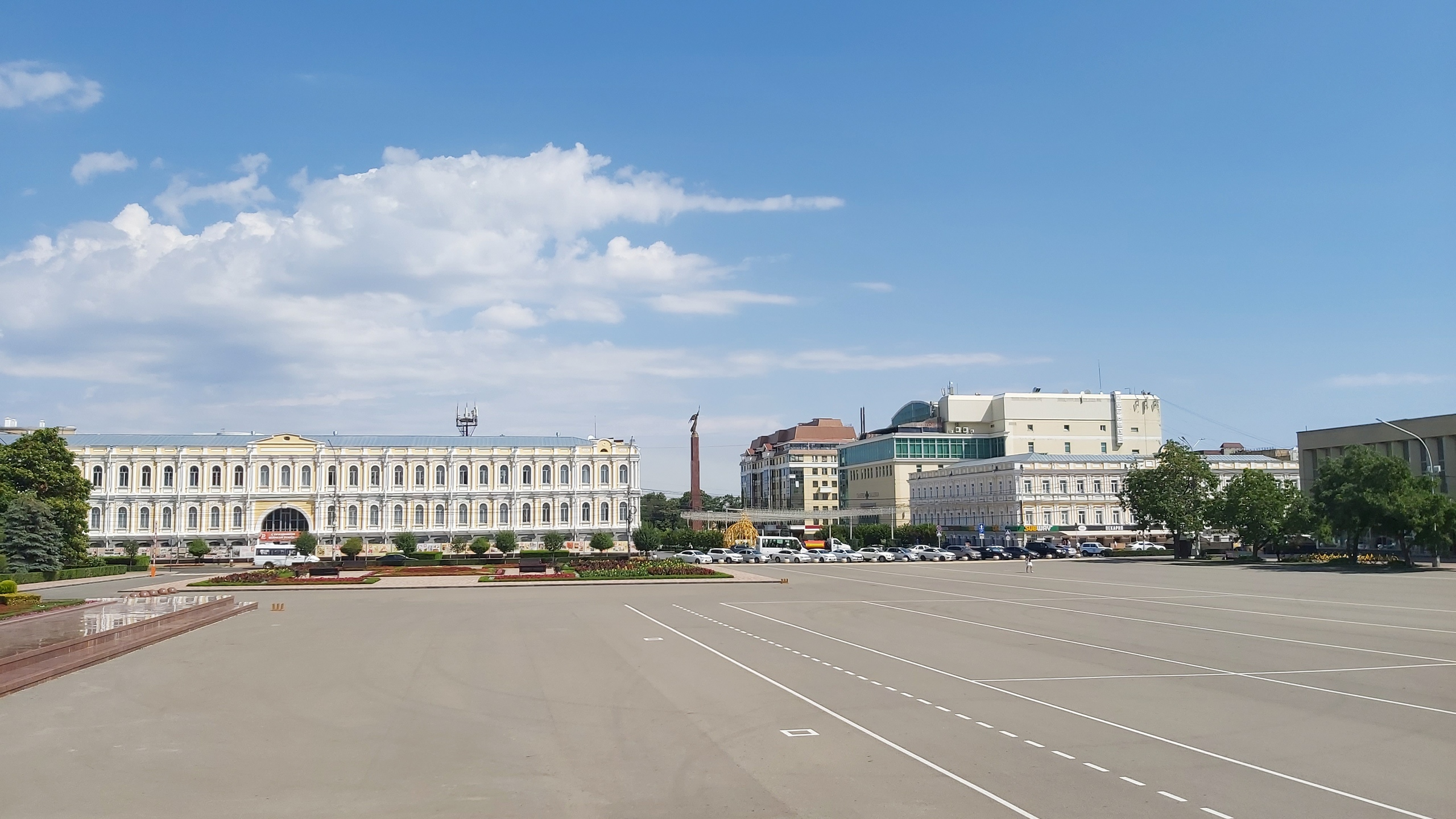
Центральна площа міста Ставрополь

Ставрополь розташувався на пагорбах і розпадках в центральній частині Передкавказзя на Ставропольської височини, у верхів'ях річки Ташла (сточище Східного Манича), за 1450 км на південь від Москви, на перетині автошляхів Ростов-на-Дону — Ставрополь, і Астрахань — Еліста — Невинномиськ — Черкеськ. Крайні висотні позначки — від 230 до 660 м над рівнем моря. Одна з вулиць міста носить назву 45-я паралель, що відображає її точне широтне положення. Таким чином Ставрополь рівновіддалений від Північного полюса і від екватора. Серединність міста відзначена і в іншому вимірі. Ставши на одній з найвищих точок Передкавказзя, він опинився на вододілі басейнів Азовського і Каспійського морів, рівно в середині між ними. Це центральне розташування спочатку надало місту важливе геополітичне значення, яке точно відображено в символічній фразою: «Ставрополь — врата Кавказу».
Місто займає площу 244,8 км². Його територія витягнута з південного заходу на північний схід на 30,5 км і з півдня на північ — на 16,5 км. Протяжність кордону міста — 165,3 км. За 5 км розташоване місто Михайловськ.

### Клімат
Ставрополь — південне місто. Положення на 45-й паралелі північної широти — головний фактор, що визначає кліматичні особливості, в першу чергу кількість сонячного тепла. Найкоротший день — 22 грудня триває в Ставрополі 8 год 44 хв, а найдовший — 22 червня — 15 год 37 хв. Велика кількість сонячного тепла (сумарна сонячна радіація 121,3 ккал /  см² на рік) визначає тривалий вегетаційний період, який становить 160 днів з 22 квітня по 15 жовтня.
Місто відоме частими сильними вітрами зі швидкістю 35-40 м / с, 50 днів на рік швидкість вітру перевищує 10 м / с. [Джерело не вказано 1092 дня] Самі вітряні місяці — лютий і березень, переважають повітряні потоки західних і східних напрямків. Велику частину року в місті панує континентальне повітря помірних широт. Влітку з ним пов'язана суха, спекотна, малохмарна погода. Взимку він надходить з Сибіру і Казахстану і приносить морозну, суху, ясну погоду. З Атлантичного океану приходить морозне повітря помірних широт, що несе опади, влітку — зливові з грозами, взимку — снігопади. Арктичне повітря з Баренцева моря супроводжується холодною, похмурою погодою, а повітря з Карського моря зазвичай знижує температуру, посилює вітри, викликає хвилі холоду. У всі сезони можливе проникнення тропічного повітря, континентальний його тип приходить з Середньої, Малої Азії, а також Ірану та приносить влітку суховії, восени — бабине літо. Морський тропічне повітря з Середземного моря влітку приносить задушливу, вологу погоду, взимку — відлиги, навесні і восени — потепління.

### Часовий пояс
Ставрополь знаходиться в часовому поясі, що позначається за міжнародним стандартом як Moscow Time Zone (MSK / MSD). Зсув відносно Всесвітнього координованого часу UTC становить +4:00. Оскільки на території Росії діє декретний час, час у Ставрополі відрізняється від поясного на 02:00.

## Населення
За даними територіального органу федеральної служби державної статистики по Ставропольському краю станом на 2015 рік в Ставрополі проживали 425 853 осіб.
Розподіл населення по районах міста станом на 1 січня 2011 року:
- Ленінський район 116,6 тис. осіб
- Жовтневий район 80,9 тис. осіб
- Промисловий район 201,4 тис. осіб.

З постійного населення нараховується:
- росіян — 88,7 %
- вірмен — 4,3 %
- українців — 1,6 %
- греків — 0,6 %
- карачаївців — 0,5 %
- білорусів — 0,4 %
- азербайджанців — 0,4 %
- татар — 0,3 %
- грузин — 0,3 %
- чеченців — 0,3 %

- 1926 року українці в Ставрополі становили 10 % населення;
- 2005 року українці в Ставрополі становили 1,64 % населення.

## Освіта та наука
Нині освітній комплекс міста включає в себе 48 установ, в тому числі — чотири гімназії, сім ліцеїв, 12 шкіл з поглибленим вивченням різних предметів. У місті працюють 69 дитячих дошкільних установ, з яких 57 — муніципальні, п'ять дитячих будинків, 27 закладів додаткової освіти. У Ставрополі 20 вищих навчальних закладів, дев'ять з яких мають статус державних. Крім цього, професійну підготовку здійснюють 11 середніх спеціальних навчальних закладів. Ставропольський аероклуб РОСТО, що базується на аеродромі Ставрополь (Хуторская) здійснює підготовку льотчиків-спортсменів на літаках Як-52, а також парашутистів-спортсменів усіх розрядів.

## Культура
Мережа закладів культури складається з 20 бібліотек, шести музеїв, 17 клубних закладів.
Центральний музей — Ставропольський державний краєзнавчий музей імені Г. Н. Прозрітелева і Г. К. Праві міста Ставрополя.

### Театри
У місті два театри: Ставропольський академічний театр драми імені М. Ю. Лермонтова і Ставропольський крайової театр ляльок.
Крім того, Ставропольська крайова філармонія, Ставропольський державний цирк, два парку культури та відпочинку, органний зал, єдиний в краї центр сучасного мистецтва. Концертну діяльність ведуть п'ять муніципальних колективів.

### Кінотеатри
У міста вісім кінотеатрів:
- «Атлантіс»
- «Мир»
- «Жовтень»
- «Піонер»
- «Прем'єра» (кінотеатр тимчасово не працює)
- «СтаврополецСтаврополець»
- «Чапаєвець»
- 3D-кінотеатри: «Жовтень»
- «Салют».

## Зв'язок

### Оператори стільникового зв'язку
- Білайн (GSM, 3G)
- МТС (GSM, 3G)
- Мегафон (GSM, 3G)

У 2000-х роках у місті діяли також оператори «Ставропольський Стільниковий зв'язок» (AMPS / DAMPS), «Мобільний Стільниковий Зв'язок Ставропілля» (NMT-450), «Російська Мережа Ділового Обслуговування» (IS-95 A / B, припинила надавати послуги 1 липня 2010 року).

## Економіка
Економічну основу сьогодення промислового потенціалу міста становлять понад 400 підприємств. У структурі крайового промислового виробництва частка Ставрополя становить близько 24 %.

### Промисловість
Галузі промисловості: машинобудування, хімічна, харчова, легка тощо.
Основне місце у структурі промислового виробництва Ставрополя займає машинобудування. Велику роль в економіці Ставрополя віддіграє також виробництво радіоелектронної апаратури, комплектуючих для автомобілів, зарядних пристроїв, систем управління суден, систем захисту від електрохімічної корозії, вимірювальних інструментів, лічильників електричної енергії. Виробництво харчової продукції вартісному вираженні становить 35 % у структурі загального обсягу промислової продукції, виробленої містом. Це різні продукти харчування: ковбасні вироби, консерви, борошно, сири, рослинна та тваринна олія, пиво, алкогольні та безалкогольні напої. Крім того, у крайовому центрі випускаються також продукти хімії та високих технологій.

### Машинобудування, металооброблення
- Завод «Автопричіп-КамАЗ» — був відкритий 26 травня 1971 року, як Ставропольський завод автомобільних причепів [3]. У 1976 році рішенням Міністерства автомобільної промисловості СРСР завод автопричепів був перепрофільований на виробництво причіпної техніки до автомобілів КамАЗ і включений до складу Камського об'єднання[4]. Наразі підприємство ліквідоване.
- Завод «Червоний металіст» — найстаріше верстатобудівне підприємство в Росії. З —засновано у 1902 році за ініціативи німецького інженера А. Г. Шмідта та за фінансової підтримки купця А. Т. Руднєва [5]. Під час радянсько-німецької війни завод № 764 виготовляв авіабомби «ФАБ-50» із щомісячним планом випуску 6 тисяч штук[6][7]. У 2008 році завод оголошений банкрутом, у 2011 році його майно було продано. У 2014 році проходили слухання щодо проєктів забудови території «Червоного металіста»[8].
- Ставропольський завод поршневих кілець «Стапрі».
- Завод «Спецконструкція» — відкритий 8 січня 1965 року, як Ставропольський авторемонтний завод (з 1974 року — завод «Спецконструкцій»)[9].

### Приладобудування
- Завод «Нептун» — відкритий 20 березня 1971 року[10].
- «Оптрон-Ставрополь» — 24 червня 2025 року повідомлено, що завод зупинений та на межі банкрутства. Також завод вже був у простої з березня 2025 року[11].
- Радіозавод «Сигнал» — заснований 1971 року. 26 липня 2025 року, вночі, БпЛА СБУ атакували один із найбільших у РФ виробників радіоелектроніки — завод «Сигнал», який спеціалізується на виробництві різних видів РЕБів, радіолокаційної, радіонавігаційної апаратури, радіоапаратури дистанційного керування. Один з ударів припав на корпус № 2 (цех № 5), де розташоване дороговартісне імпортне обладнання — станки на базі числового програмного управління. Друге ураження зафіксували в корпусі № 1, де обладнаний цех радіоелектронних пристроїв № 17[12].
- «Електроавтоматика» — засновано 25 листопада 1958 року[13].
- Концерн «Енергосвіт» (рос. Энергомир) — утворений 25 січня 1994 [14].

### Хімія, біохімія
- «Ставропольська біофабрика» — заснована 16 січня 1896 [15].
- Науково-виробничий концерн «ЕСКОМ».
- ТОВ «Ставхім».
- «Алерген» (філія НВО «Мікроген») — заснований 18 червня 1914 року, як Бактеріологічна лабораторія Ставропольського губернського земства. З 1918 року — Губернський санітарно-бактеріологічний інститут. З 1940 року — Інститут епідеміології та мікробіології. З 1952 по 1988 рік — Ставропольський науково-дослідний інститут вакцин та сироваток [16].

### Високі технології
- «Екситон».
- «ЛЮМ».
- Компанія «Монокристал» (входить до концерну «Енергомера») — один із світових лідерів серед виробництва матеріалів та компонентів для сонячної енергетики та світлодіодної галузі[17]. Станом на 2018 рік 50 % світового ринку та штучних сапфірів для світлодіодів припадає на ставропольський завод. Більше 90 % виробленої ним продукції вирушає на експорт у 25 країн світу[18].

### Нафтогазова промисловість
24 грудня 1956 року введений в експлуатацію газопровід Ставрополь — Москва.
- Підприємство «СтавГазСервіс» засноване у 2010 році.
- «Газпром міжрегіонгаз Ставрополь».
- «Газпром трансгаз Ставрополь» —  засноване 11 лютого 1966 року, як «Ставропольгазпром»[19].

### Інші напрямки
- Ставропольський завод «Супутник» — один із найстаріших виробників театральних крісел у Росії. Відкритий 4 лютого 1930 року як Контора постачання та ремонту управління «Кіноснабремонт» [20].
- НВО «Ставмеліорація» — відкрито 27 липня 1971 року, як Ставропольський науково-дослідний інститут гідротехніки та меліорації.
- АТ «СтІЗ» — введено в експлуатацію та випустило першу продукцію 18 вересня 1961 року, як Ставропольський інструментальний завод [21].
- Молочний комбінат «Ставропольський» — введений в експлуатацію у 1928 році[22].
- ВАТ «Ставропольмеблі» — утворено 12 січня 1930 року як артіль «Колективізація».
- М'ясоконсервний комбінат союзного підпорядкування — відкритий у 1947 році[23].
- Трест «Ставропольвугілля» — згадується у 1945 році[23].

### Готелі

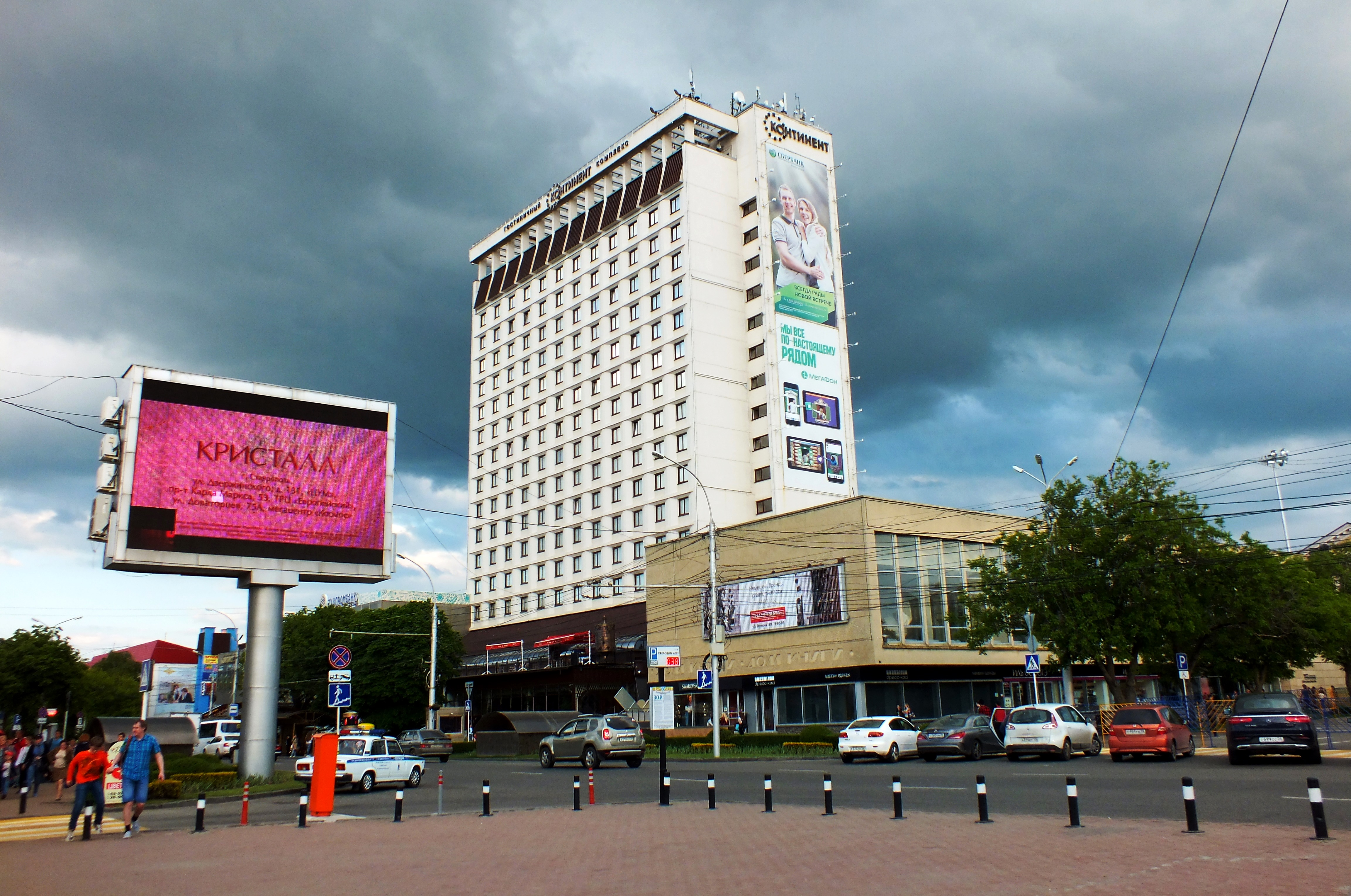
Готель «Континент»

У Ставрополі діє велика кількість готелів, у тому числі декілька 4-зіркових, таких як: «Євроготель», «Континент» та інші .